# Episodi di Casa Keaton (terza stagione)
La terza stagione della serie televisiva Casa Keaton, composta da 23 episodi, è stata trasmessa negli Stati Uniti sul canale NBC dal 27 settembre 1984 al 28 marzo 1985.
In Italia è andata in onda su Italia 1 dal 23 maggio 1988 al 22 giugno 1988.
| nº | Titolo originale                      | Titolo italiano                 | Prima TV USA      | Prima TV Italia |
| -- | ------------------------------------- | ------------------------------- | ----------------- | --------------- |
| 1  | Here We Go Again                      | Ricominciamo con il quarto      | 27 settembre 1984 | 23 maggio 1988  |
| 2  | Little Man on Campus                  | Matricola universitaria         | 4 ottobre 1984    | 24 maggio 1988  |
| 3  | Love Thy Neighbor                     | Un interesse corrisposto        | 11 ottobre 1984   | 25 maggio 1988  |
| 4  | Keaton and Son                        | Un lavoro alla Tv               | 18 ottobre 1984   | 26 maggio 1988  |
| 5  | Fabric Smarts                         | Studiare per lavorare           | 25 ottobre 1984   | 27 maggio 1988  |
| 6  | Hotline Fever                         | Telefono amico                  | 1º novembre 1984  | 30 maggio 1988  |
| 7  | 4 Rms Ocn Vu                          | Pensione completa               | 8 novembre 1984   | 31 maggio 1988  |
| 8  | Best Man                              |                                 | 15 novembre 1984  | 1 giugno 1988   |
| 9  | Lost Weekend                          | Un week-end andato in fumo      | 22 novembre 1984  | 2 giugno 1988   |
| 10 | Don't Kiss Me, I'm Only the Messenger |                                 | 29 novembre 1984  | 3 giugno 1988   |
| 11 | Help Wanted                           | Provaci ancora Karen            | 6 dicembre 1984   | 6 giugno 1988   |
| 12 | Karen II, Alex 0                      | Una buona ragione               | 13 dicembre 1984  | 7 giugno 1988   |
| 13 | Oh, Donna                             |                                 | 3 gennaio 1985    | 8 giugno 1988   |
| 14 | Auntie Up                             | Zia Trudy                       | 10 gennaio 1985   | 9 giugno 1988   |
| 15 | Philadelphia Story                    | La dichiarazione d'indipendenza | 17 gennaio 1985   | 10 giugno 1988  |
| 16 | Birth of a Keaton - Part 1            | Il bimbo sta per nascere        | 24 gennaio 1985   | 13 giugno 1988  |
| 17 | Birth of a Keaton - Part 2            | È arrivato un altro Keaton      | 31 gennaio 1985   | 14 giugno 1988  |
| 18 | Cry Baby                              | Il bimbo piange                 | 7 febbraio 1985   | 15 giugno 1988  |
| 19 | Don't Know Much About History         | Amicizia                        | 14 febbraio 1985  | 16 giugno 1988  |
| 20 | Bringing Up Baby                      | Genitori per vocazione          | 21 febbraio 1985  | 17 giugno 1988  |
| 21 | Cold Storage                          | Prigionieri nello scantinato    | 7 marzo 1985      | 20 giugno 1988  |
| 22 | Remembrances of Things Past - Part 1  | Memorie dal passato - Parte 1   | 28 marzo 1985     | 21 giugno 1988  |
| 23 | Remembrances of Things Past - Part 2  | Memorie dal passato - Parte 2   | 28 marzo 1985     | 22 giugno 1988  |